# أكلة الموتى (رواية)
أكلة الموتى (بالإنجليزية: Eaters of the Dead)‏ رواية علمية كتبها في عام 1976 الرواي الأمريكي مايكل كرايتون. تدور أحداث هذه القصة في -القرن العاشر - تتناول مخطوطة بطل الرواية المسلم العربي أحمد بن فضلان الذي يسافر في معية مجموعة من الفايكنج إلى موطنهم.
يفسر كرشتون في التذييل ان الكتاب يستند إلى مصدرين اثنين. الفصول الثلاثة الأولى ما هي إلا إعادة سرد لشخصية أحمد بن فضلان حسب ما دون في مخطوطته الاصلية ومجريات أحداث رحلته إلى الشمال وتجاربه مع الفايكنج، وأما ما تبقى من الرواية فيستند إلى قصة البيولف.

## موجز
وقعت أحداث هذه الرواية في القرن العاشر الميلادي. يبعث فيها الخليفة العباسي أبو الفضل جعفر المقتدر بالله من بغداد سفيره أحمد بن فضلان إلى ملك البلغار الفولغا.بيد أن ابن فضلان لم يبلغ ملك بلغار لأنه وقع في الأسر على يد عصبة من الفايكنج التي كانت تبحث عن بطل حتى تبعثه لشمال.ومن حسن حظ ابن فضلان أن اختير ليصبح أحد أفراد المجموعة التي تذهب للبحث عن تعويذة الحظ. وهناك يدخل في معارك مع نصفي الوحوش أو الوندل ((wendol)) وهم مجموعة من البشر البدائيين.
جاء سرد رواية أكلة الموتى تعليقًا على مخطوطة قديمة. وقد أضفى الكاتب على الرواية جو من الاصالة وكما علق على حواشي المخطوطة. امتازت الرواية بمزيج من الواقع والخيال جعل للرواية رونق خاص ونبرة فريدة.